# Stevko Busch

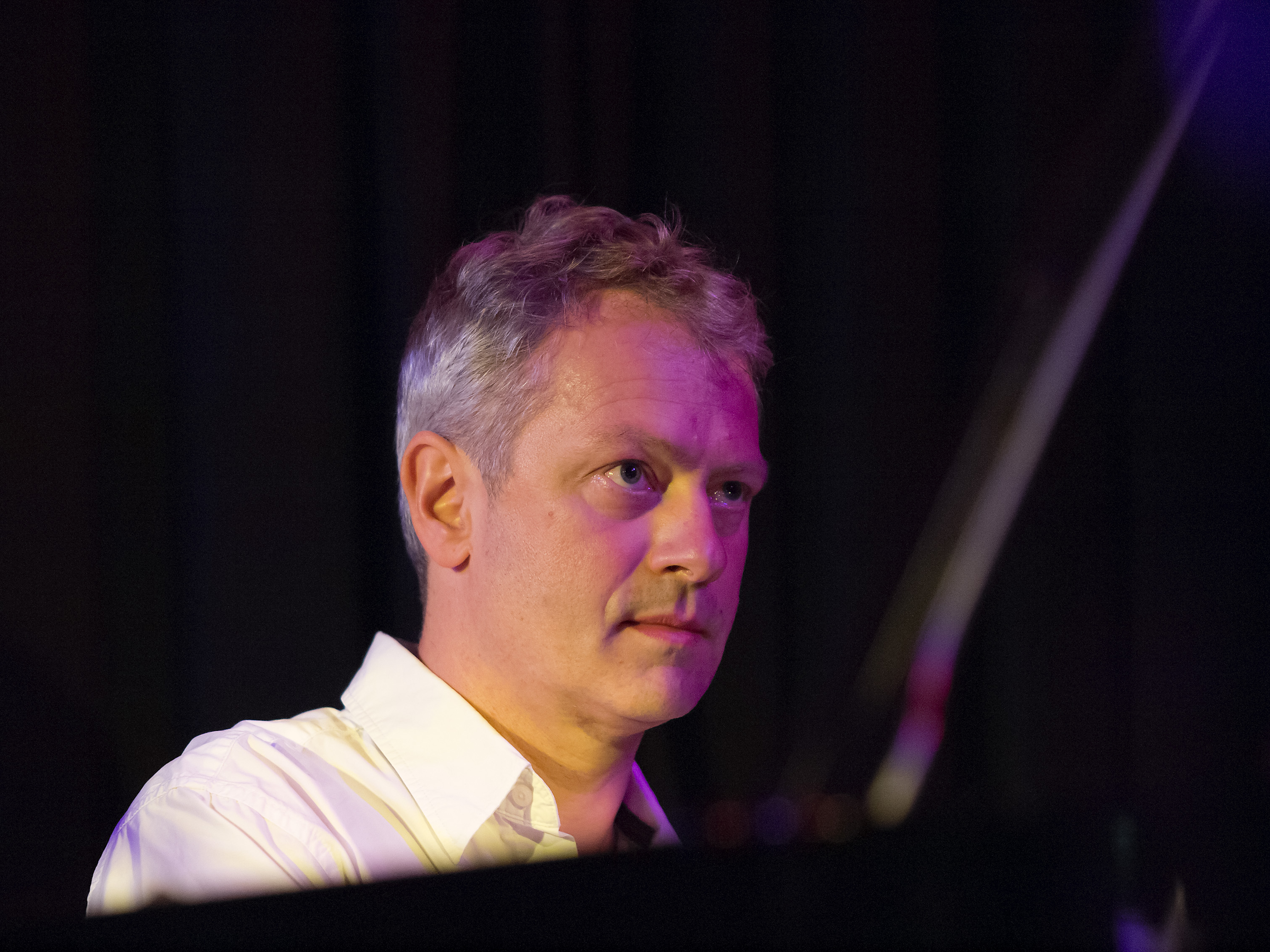
Stevko Busch im Jazzclub Unterfahrt (November 2011)

Stefan „Stevko“ Busch (* 1966) ist ein deutscher, in den Niederlanden arbeitender Jazz- und Improvisationsmusiker (Piano) und Komponist.

## Leben und Wirken
Busch wuchs in Leichlingen im Rheinland auf und studierte bis 1995 am Sweelinck Conservatorium in Amsterdam. Seit 1995 bildet Busch ein Duo mit Paul van Kemenade, mit dem er die Alben Contemplation: On Songs, Russian Chants, Miniatures (2010) und Dedication (2016) einspielte. Seit 1996 gehörte er zu Willem van Manens Bigband Contraband. Er arbeitete weiterhin im Quartett von Eckard Koltermann (Here Comes the Moon), im Duo mit Misha Mengelberg und mit seinem Stevko Busch Project mit Dana Jessen, Radek Stawarz, Paul Hubweber und Saartje van Camp. Mit Norbert Scholly und Kai Wolff bildet er das elektronische Trio Box of Toads, mit dem er 2001 den JazzArt Award erhielt. Im Quartett Fugara spielt er mit van Kemenade, Markus Stockhausen und Markku Ounaskari. Seit November 2006 ist er Kurator der informellen Konzertreihe Pianolab mit komponierter und improvisierter Klaviermusik am Goethe-Institut Amsterdam. Busch komponiert außerdem für Ensembles der zeitgenössischen Musik und Filmsoundtracks. Seine Raumklangkomposition Europealis wurde u. a. im Stedelijk Museum aufgeführt. Er hielt mehrere Workshops im Konservatorium in Arnheim.